# São Bento (Bayeux)
São Bento é um bairro da cidade de Bayeux, estado da Paraíba.
Segundo o IBGE, no ano de 2010 residiam no bairro 7.076 pessoas, sendo 3.344 homens e 3.732 mulheres.
O acesso ao bairro é tem dois acessos: A Av liberdade (quem vem de João Pessoa) e a Av Brasil (Quem vem de Santa Rita)